# 梅里代爾 (路易斯安那州)
梅里代爾（英語：Merrydale）是位於美國路易斯安那州東巴吞魯日堂區的一個普查規定居民點。

## 人口
根據2020年美國人口普查的數據，梅里代爾的面積為10.99平方千米，當中陸地面積為10.99平方千米，而水域面積為0.00平方千米。當地共有人口9227人，而人口密度為每平方千米839.58人。